# Denis Coulson
Pour les articles homonymes, voir Coulson.
Pas d'image ? Cliquez ici

a Compétitions nationales et continentales officielles uniquement.

b Matchs officiels uniquement.
Dernière mise à jour le 17 décembre 2024.
Denis Coulson, né le 15 juin 1994 à Dublin (Irlande), est un joueur irlandais de rugby à XV jouant au poste de pilier gauche.

## Biographie
En 2017, Denis Coulson quitte le FC Grenoble et rejoint le Connacht,.
En décembre 2024, il est jugé pour viol collectif en 2017 sur une étudiante de 20 ans. Les trois ex-rugbymen de Grenoble accusés de viol collectif sont condamnés. Denis Coulson et le Français Loïck Jammes sont condamnés à 14 ans de prison et le Néo-Zélandais Rory Grice à 10 ans de prison. Par ailleurs l’Irlandais Chris Farrell est condamné à 4 ans de prison, dont deux avec sursis, et le Néo-Zélandais Dylan Hayes à deux ans avec sursis pour avoir assisté au viol sans être intervenus.